# Schwarze Bibernelle
Die Schwarze Bibernelle (Pimpinella nigra) ist eine Pflanzenart aus der Gattung der Bibernellen (Pimpinella) innerhalb der Familie der Doldenblütler (Apiaceae). 

## Beschreibung

### Vegetative Merkmale
Die Schwarze Bibernelle ist eine sommergrüne, ausdauernde, krautige Halbrosettenpflanze, die Wuchshöhen von 40 bis 80 Zentimetern erreicht. Die frische Wurzel färbt sich beim Anschneiden blau (oft nur im Bereich der Rinde). Der Stängel ist stielrund, schwach gerillt und fast voll. Oberwärts trägt er nur fast spreitenlose Blattscheiden. Bis zur ersten Verzweigung ist er geschlängelt zottig behaart. Die Laubblätter sind auf Ober- und Unterseite dicht behaart.

### Generative Merkmale
Die Blütezeit reicht von Juli bis September.
Nach dem Abblühen sind die Griffel kürzer als die jungen Früchte. Fruchtknoten und Früchte sind kahl.
Die Chromosomenzahl beträgt 2n = 40.

## Vorkommen
Innerhalb Europas und des Mittelmeerraums gibt es Fundortangaben aus folgenden Ländern: Frankreich, Deutschland, Österreich, Italien, Tschechien, Schweden, Russland, Weißrussland, Slowakei, Ukraine, Rumänien, Serbien, Bosnien und Herzegowina sowie Montenegro. In Deutschland kommt sie zerstreut in Bayern, Sachsen und Sachsen-Anhalt sowie selten in Rheinland-Pfalz, Thüringen, Brandenburg und Mecklenburg-Vorpommern vor. Ihre Verbreitung ist nur unvollständig bekannt.
Die Schwarze Bibernelle wächst auf Xerothermrasen. In Mitteleuropa ist sie eine Charakterart der Ordnung Festucetalia valesiacae.

## Systematik
Die systematische Stellung der Schwarzen Bibernelle ist unklar. Von manchen Autoren (Fischer, Gustav Hegi) wird sie als Unterart der  Kleinen Bibernelle angesehen.

## Verwendung
Die Wurzel der Schwarzen Bibernelle enthält ein hellblau-grünliches ätherisches Öl, das von Likörfabrikanten dazu benutzt wurde, ihren Getränken eine schöne blaue Farbe zu geben.